# Тростянец (Закарпатская область)
Тростянец (укр. Тростянець) — село в Ясинянской поселковой общине Раховского района Закарпатской области Украины.
Население по переписи 2001 года составляло 377 человек. Почтовый индекс — 90640. Телефонный код — 3132. Занимает площадь 2,40 км². Код КОАТУУ — 2123683003.